# Paragnorima
Paragnorima is een geslacht van vlinders van de familie eenstaartjes (Drepanidae), uit de onderfamilie Thyatirinae.

## Soorten
- P. brunnea (Leech, 1900)
- P. fuscescens (Hampson, 1893)
- P. transitans (Houlbert, 1921)